# A kockásfülű nyúl
A kockásfülű nyúl  magyar televíziós rajzfilmsorozat, amely 1977 és 1979 között a Pannónia Filmstúdióban készült. Az animációs játékfilmsorozat rendezője Richly Zsolt. A forgatókönyvet Marék Veronika írta, a zenéjét Balázs Árpád szerezte.
A kockásfülű nyúl különleges tulajdonságokkal felruházott hős: a nevét hosszú füleiről kapta, amelyeket összecsavarva propellernek használ és így repülni is tud. A néhány perces epizódokban ő az örök konfliktusmegoldó: ehhez felhasználja különleges képességeit is, de alapvetően belső tulajdonságai segítik.
A sorozat többi hőse: Kriszta, Menyus, Kistöfi és „Mozdony” (a rossz gyerek).
Bemutatásakor a sorozat szombat esténként futott a Magyar Televízióban. Később közel 90 országban mutatták be. A nyúlfigurát kezdetben nem használták kereskedelmi célokra, de miután elkezdték újra bemutatni és kiadni a régi sorozatokat, plüssfigurák és számos egyéb termék épült rá. 2002-ben, illetve 2003-ban DVD-n is kiadták.
A sorozat harmadik évadát majd 40 évre rá 2018. június 24-én mutatta be az M2. A zenéjét Balázs Árpád fia Balázs Ádám szerzi. A rendezője Bakos Barbara.

## Szereplők
- Kockásfülű nyúl – A rajzfilmsorozat hőse, a zöld színű hosszúfülű nyúl.
- Kriszta
- Menyus
- Kistöfi
- Mozdony – A kötekedős, kemény rosszfiú.

## Alkotók
- Rendezte: Richly Zsolt
- Írta: Marék Veronika
- Dramaturg: Bálint Ágnes
- Zenéjét szerezte: Balázs Árpád
- Operatőr: Bacsó Zoltán
- Kamera: Körmöci Judit
- Hangmérnök: Nyerges András Imre
- Vágó: Hap Magda
- Tervezte: Bakai Piroska, Bánki Katalin, Füzesi Zsuzsa, Koltai Jenő
- Háttér: N. Csathó Gizella, Richly Zsolt
- Rajzolták: Bakai Piroska, Foky Emmi, Fülöp Márta, Gregán Gizella, Gyarmathy Ildikó, Gyarmathy László, Javorniczky Nóra, Lőcsei Vilmos, Lőcsey Vilmosné, Nagy Enikő, Orbán Anna, Radvány Zsuzsa, Rosta Géza, Schuller Vera, Szabados Mária, Udvarnoki József, Velich Istvánné, Zákányi Edit
- Kivitelező rendező: Koltai Jenő
- Gyártásvezető: Doroghy Judit
- Produkciós vezető: Imre István

Készítette a Magyar Televízió megbízázásól a Pannónia Filmstúdió

## Epizódlista
| Évad | Évad | Részek száma | Részek száma | Eredeti sugárzás    | Eredeti sugárzás     | Magyar adó       |
| Évad | Évad | Részek száma | Részek száma | Évadbemutató        | Évadzáró             | Magyar adó       |
| ---- | ---- | ------------ | ------------ | ------------------- | -------------------- | ---------------- |
|      | 1.   | 13           | 13           | 1977. augusztus 19. | 1977. november 11.   | Magyar Televízió |
|      | 2.   | 13           | 13           | 1979. június 30.    | 1979. szeptember 22. | Magyar Televízió |
|      | 3.   | 1            | 1            | 2018. június 24.    | 2018. június 24.     | M2               |

### 1. évad (1977)
| Sor. | Év. | Cím                      | Rendező      | Író            | Premier              |
| ---- | --- | ------------------------ | ------------ | -------------- | -------------------- |
| 1.   | 1.  | Kriszta születésnapja    | Richly Zsolt | Marék Veronika | 1977. szeptember 23. |
| 2.   | 2.  | Menyus és a hóember      | Richly Zsolt | Marék Veronika | 1977. augusztus 16.  |
| 3.   | 3.  | Kistöfi az állatkertben  | Richly Zsolt | Marék Veronika | 1977. október 28.    |
| 4.   | 4.  | Kriszta a majálison      | Richly Zsolt | Marék Veronika | 1977. szeptember 30. |
| 5.   | 5.  | Menyus és a sportverseny | Richly Zsolt | Marék Veronika | 1977. október 7.     |
| 6.   | 6.  | Kriszta, az indián       | Richly Zsolt | Marék Veronika | 1977. augusztus 19.  |
| 7.   | 7.  | Kriszta és a jelmezbál   | Richly Zsolt | Marék Veronika | 1977. november 11.   |
| 8.   | 8.  | Kistöfi a tóparton       | Richly Zsolt | Marék Veronika | 1977. október 21.    |
| 9.   | 9.  | Menyus és a rajzverseny  | Richly Zsolt | Marék Veronika | 1977. szeptember 16. |
| 10.  | 10. | Kistöfi a hegyekben      | Richly Zsolt | Marék Veronika | 1977. szeptember 9.  |
| 11.  | 11. | Kriszta a játszótéren    | Richly Zsolt | Marék Veronika | 1977. szeptember 2.  |
| 12.  | 12. | Kistöfi eltéved          | Richly Zsolt | Marék Veronika | 1977. november 4.    |
| 13.  | 13. | Menyus meg a foxi        | Richly Zsolt | Marék Veronika | 1977. október 14.    |

### 2. évad (1979)
| Sor. | Év. | Cím                     | Rendező      | Író            | Premier              |
| ---- | --- | ----------------------- | ------------ | -------------- | -------------------- |
| 14.  | 1.  | A fényképezőgép         | Richly Zsolt | Marék Veronika | 1979. szeptember 15. |
| 15.  | 2.  | Tulipánok a téren       | Richly Zsolt | Marék Veronika | 1979. augusztus 11.  |
| 16.  | 3.  | Az erőművész            | Richly Zsolt | Marék Veronika | 1979. szeptember 8.  |
| 17.  | 4.  | A kölcsönkért babakocsi | Richly Zsolt | Marék Veronika | 1979. augusztus 18.  |
| 18.  | 5.  | Kutyasétáltatás         | Richly Zsolt | Marék Veronika | 1979. július 14.     |
| 19.  | 6.  | A cirkusz               | Richly Zsolt | Marék Veronika | 1979. július 21.     |
| 20.  | 7.  | A repülő térkép         | Richly Zsolt | Marék Veronika | 1979. augusztus 25.  |
| 21.  | 8.  | Süt a nap               | Richly Zsolt | Marék Veronika | 1979. július 28.     |
| 22.  | 9.  | A csodakocsi            | Richly Zsolt | Marék Veronika | 1979. szeptember 22. |
| 23.  | 10. | Az elveszett papagáj    | Richly Zsolt | Marék Veronika | 1979. július 7.      |
| 24.  | 11. | Kié a ház?              | Richly Zsolt | Marék Veronika | 1979. június 30.     |
| 25.  | 12. | Zenedélután             | Richly Zsolt | Marék Veronika | 1979. szeptember 1.  |
| 26.  | 13. | A nagy bújócska         | Richly Zsolt | Marék Veronika | 1979. augusztus 4.   |

### 3. évad (2018)
| Sor. | Év. | Cím       | Rendező       | Író            | Premier          |
| ---- | --- | --------- | ------------- | -------------- | ---------------- |
| 27.  | 1.  | Robotnyúl | Bakos Barbara | Marék Veronika | 2018. június 24. |